# Station Werchrata
Station Werchrata is een spoorwegstation in de Poolse plaats Werchrata.